# 嘉義市立蘭潭國民中學
嘉義市立蘭潭國民中學（英語校名：Chiayi Municipal Lan Tang Public Junior High School，縮寫LTJH），簡稱蘭潭國中、蘭中，位於嘉義市東區民權東路32號。與嘉義國中為共同就學區，招生學區內男生，為當今少見的國中男校。女學生僅限於美術班招生。

## 校史
- 1961年秋，嘉義縣議會通過籌設縣立第三中學議案，派陳嘉雄先生籌備設校[1][2]:365－372。
- 1962年8月，奉准設校，名為「嘉義縣立蘭潭初級中學」[1]，並成立「北興分部」[2]:365、373，首任校長為陳嘉雄先生[1]。12月20日北興分部奉准獨立為「嘉義縣立北興初級中學」（今嘉義市立北興國民中學）[2]:365、373。
- 1964年7月，成立「鹿草分部」[2]:365。
- 1965年7月，鹿草分部奉准獨立為「嘉義縣立鹿草初級中學」（今嘉義縣立鹿草國民中學）[2]:365。
- 1966年7月，成立「番路分部」[2]:365。
- 1967年12月，番路分部奉准獨立為「嘉義縣立民和初級中學」（今嘉義縣立民和國民中學）[2]:365。
- 1968年，實施九年國民義務教育，奉令改制為「嘉義縣立蘭潭國民中學」[1]。
- 1982年7月，配合嘉義市升格為省轄市，更名為「嘉義市立蘭潭國民中學」[1]。

## 學校象徵

### 特色[1]
- 注重校園環境之綠化、美化，發揮境教功能
- 設置「美術資優班」，培育優秀美術人才
- 加強升學輔導，注重生活教育
- 實施補救教學，辦理技藝教育

## 歷任校長
| 任別     | 姓名   | 就任日期  | 備註                           |
| -------- | ------ | --------- | ------------------------------ |
| 第一任   | 陳嘉雄 | 1962年8月 | 出任長嘉義縣縣長               |
| 第二任   | 何瑞仁 | 1973年2月 | 與北興國中校長何文琳互調       |
| 第三任   | 何文琳 | 1976年8月 | 調任民雄高中校長。             |
| 第四任   | 吳清松 | 1977年2月 | 調任南興國中校長。             |
| 第五任   | 沈豐茂 | 1982年3月 | 榮調嘉義縣政府教育局局長       |
| 第六任   | 沈高全 | 1985年4月 | 調任嘉義國中校長。             |
| 第七任   | 鄭文燦 | 1989年3月 | 調任新營高中校長。             |
| 第八任   | 葉義雄 | 1993年8月 | 退休。                         |
| 第九任   | 莊正祥 | 2000年1月 | 調任北園國中校長。             |
| 第十任   | 陳仁輝 | 2009年2月 | 調任嘉義國中校長。             |
| 第十一任 | 莊裕庭 | 2017年8月 | 2023年8月1日調任嘉義國中校長。 |
| 第十二任 | 陳建銘 | 2023年8月 | 現任。                         |

## 外部連結
- 嘉義市立蘭潭國民中學（页面存档备份，存于）（繁體中文）